# Anglo American

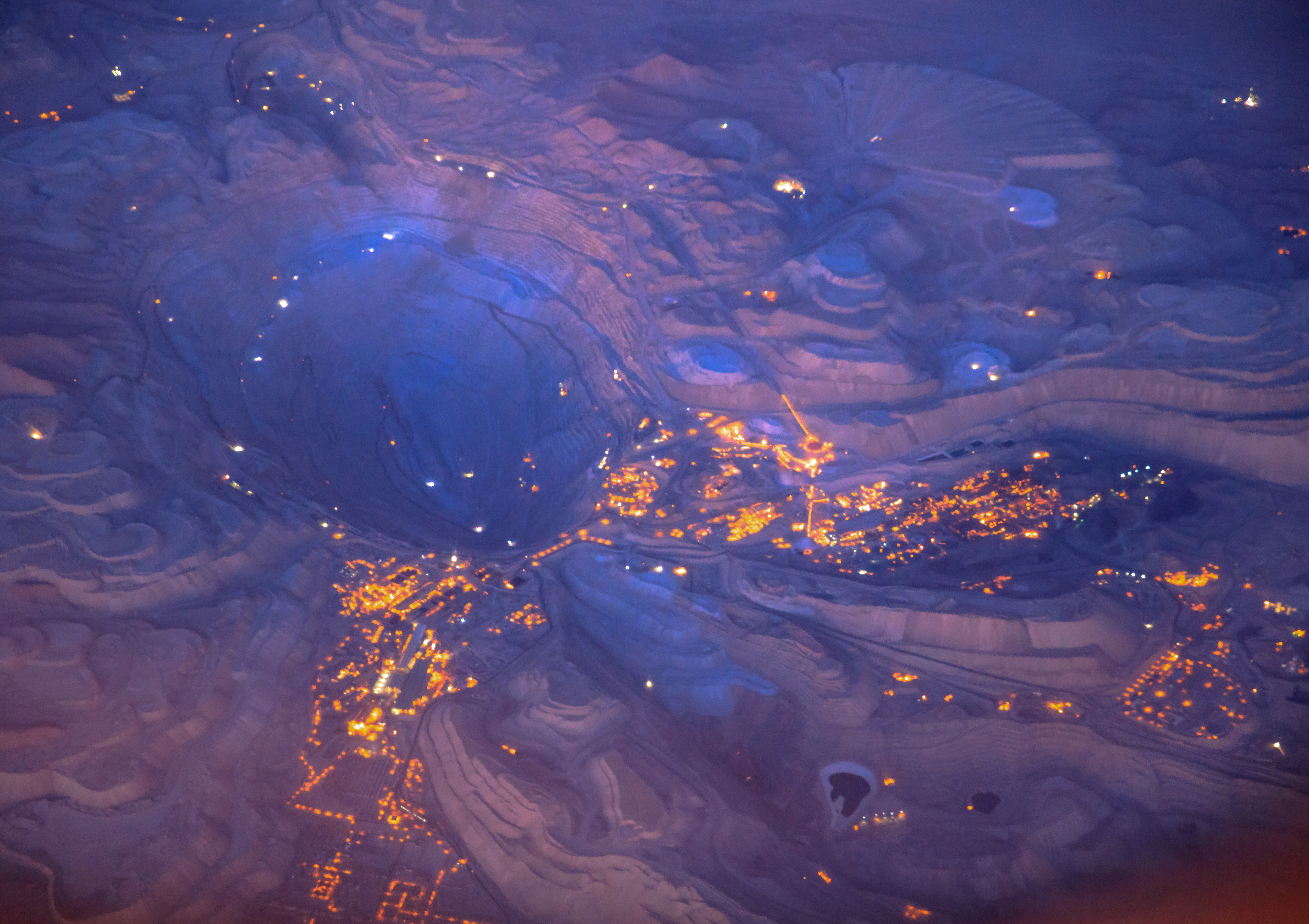
Kopalnia miedzi Collahuasi w Chile nocą, z lotu ptaka

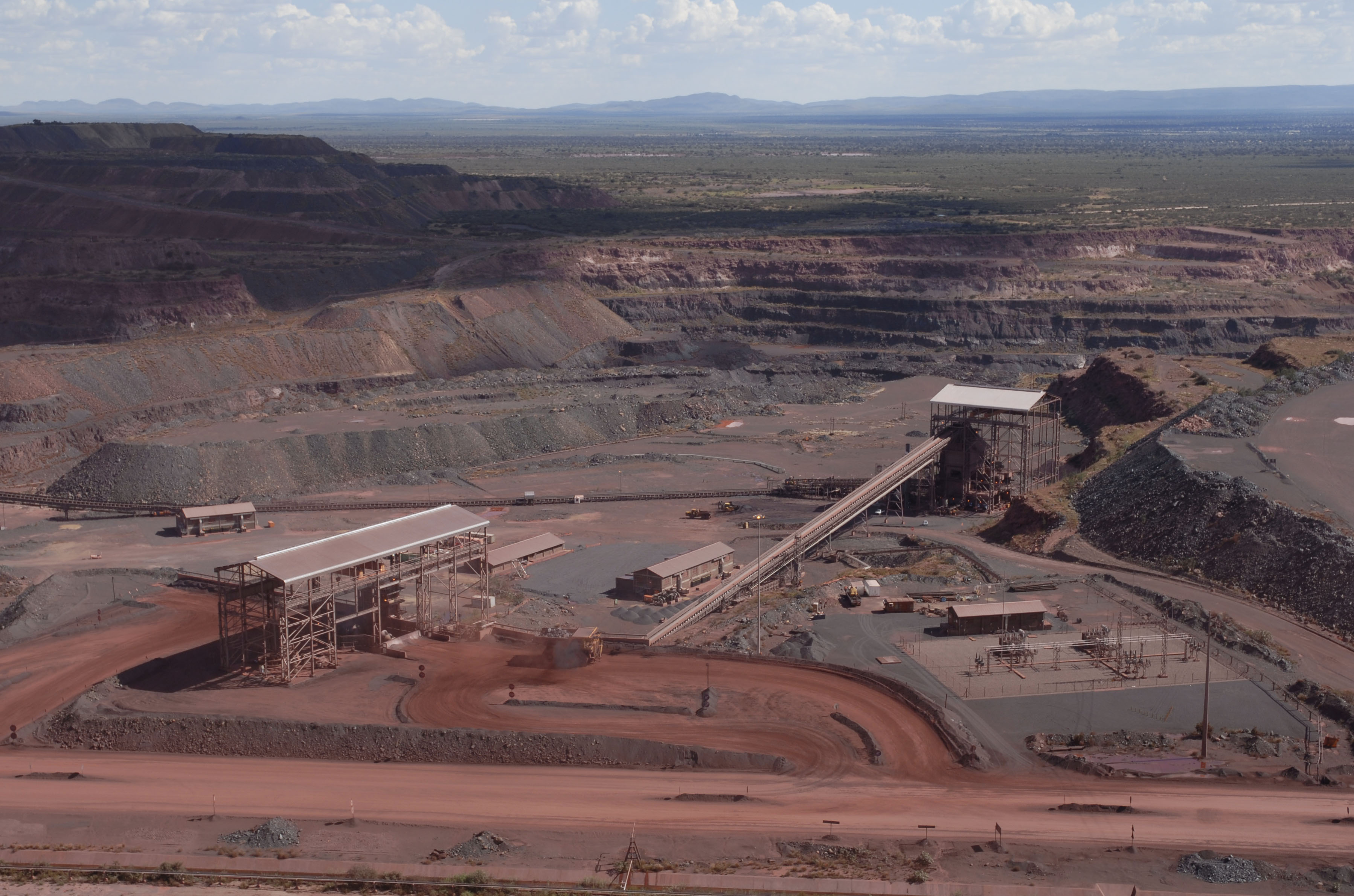
Kopalnia żelaza Sishen w Południowej Afryce

Anglo American plc – międzynarodowe przedsiębiorstwo branży wydobywczej z siedzibą w Londynie (Wielka Brytania), prowadzące wydobycie metali i minerałów, w tym diamentów, miedzi, platynowców, żelaza i węgla. Działalność przedsiębiorstwa skoncentrowana jest głównie w Południowej Afryce i krajach ościennych, Ameryce Południowej oraz Australii.
Spółka notowana jest na Londyńskiej Giełdzie Papierów Wartościowych (LSE), a równolegle także (tzw. secondary listing) na giełdach w Johannesburgu (JSE), Szwajcarii (SIX), Botswanie (BSE) i Namibii (NSE). Wchodzi w skład indeksu giełdowego FTSE 100.
W 2020 roku wielkość przychodu wyniosła 30,9 mld USD, zysk operacyjny – 6,7 mld USD, a zysk netto – 4,3 mld USD. W 2021 roku przedsiębiorstwo znalazło się na 218. pozycji w rankingu największych na świecie spółek publicznych opublikowanym przez Forbesa (na 11. pozycji wśród przedsiębiorstw brytyjskich).

## Działalność
W 2020 roku głównymi źródłami przychodów dla przedsiębiorstwa były wydobycie i sprzedaż żelaza (w 2020 roku – 7,2 mld USD), miedzi (6,8 mld USD), węgla (3,8 mld USD), palladu (3,5 mld USD), diamentów (3,4 mld USD), rodu (2,7 mld USD), platyny (1,4 mld USD), niklu (0,8 mld USD) i manganu (0,7 mld USD). Wydobycie diamentów odbywa się za pośrednictwem spółki zależnej De Beers, której Anglo American jest 85%-udziałowcem.
Anglo American posiada kopalnie w Południowej Afryce, Botswanie, Namibii, Zimbabwe, Brazylii, Chile, Peru, Australii i Kanadzie. Wielkość zatrudnienia w 2020 roku wynosiła około 64 000, z czego 45 000 w Południowej Afryce.

## Historia
Przedsiębiorstwo Anglo American Corporation (AAC) założone zostało w 1917 roku w Południowej Afryce przez Ernesta Oppenheimera. Pierwotnie działalność przedsiębiorstwa opierała się na wydobyciu złota w regionie Witwatersrand. Przedsięwzięcie sfinansowane zostało przy znacznym wkładzie brytyjskich i amerykańskich inwestorów, w tym J.P. Morgana, czemu zawdzięcza ono swoją nazwę. Siedziba spółki mieściła się w Johannesburgu. W 1926 roku Anglo American Corporation została największym udziałowcem spółki De Beers, prowadzącej wydobycie diamentów. Dochody z działalności De Beers, które przez większą część XX wieku było monopolistą na światowym rynku diamentów, wykorzystane zostały do finansowania rozwoju korporacji AAC, w tym podjęcia eksploatacji dużych złóż złota odkrytych w 1936 roku na terenie Wolnego Państwa Oranii. W 1958 roku AAC stało się największym producentem złota na świecie. Choć wydobycie złota pozostawało głównym obszarem działalności AAC, po II wojnie światowej rozpoczęto proces dywersyfikacji, rozszerzając działalność m.in. o wydobycie węgla, miedzi i uranu. W latach 60. przedsiębiorstwo podjęło się pierwszych znaczących inwestycji poza granicami RPA, w tym w kilkunastu krajach afrykańskich, gdzie wywierało ono znaczny wpływ na sytuację ekonomiczną i polityczną. W samym RPA Anglo American stało się z czasem największym przedsiębiorstwem na rynku rodzimym, w 1968 roku generowało 3% produktu krajowego brutto.
Przedsiębiorstwo było dużym beneficjentem rządowej polityki apartheidu, która zapewniała mu dostęp do taniej siły roboczej, niemniej jednak zarząd AAC w sposób otwarty ją krytykował. Exodus kapitału zagranicznego z RPA w latach 80., wynikający z nasilającej się presji międzynarodowej na ten kraj, pozwolił AAC na nabycie udziałów w różnorakich przedsiębiorstwach, m.in. w branży finansowej, ubezpieczeniowej, spożywczej i motoryzacyjnej; spółka zyskała tym samym znamiona holdingu. W 1988 roku AAC była większościowym akcjonariuszem 85% spółek notowanych na giełdzie w Johannesburgu, o łącznej kapitalizacji wynoszącej około 60% całkowitej kapitalizacji wszystkich notowanych na niej przedsiębiorstw. W tym samym roku AAC prowadziło 47% krajowej produkcji złota, 25% – węgla, ponad 50% – platyny i niemal 100% produkcji diamentów. Przez cały ten okres spółka kontrolowana była przez rodzinę Oppenheimerów. Po śmierci założyciela, Ernesta Oppenheimera w 1957 roku prezesem został jego syn – Harry, który piastował tę funkcję do 1982 roku.
Po upadku apartheidu w latach 90. XX wieku przedsiębiorstwo poddane zostało restrukturyzacji. Udziały w przedsięwzięciach niezwiązanych z górnictwem zostały wyprzedane. W 1999 roku siedziba przeniesiona została do Londynu, a spółka wprowadzona została pod nazwą Anglo American plc na Londyńską Giełdę Papierów Wartościowych (LSE). W 2009 roku przedsiębiorstwo zaprzestało wydobycia złota.